# Otto Emil von Düring
Otto Emil von Düring (* 23. Januar 1829 in Rotenburg (Wümme); † 18. Oktober 1912 in Gmunden) war ein hannoverscher Hofbeamter.

## Herkunft
Er war Angehöriger des alten niedersächsischen Adelsgeschlechts Düring. Seine Eltern waren der Oberforstmeister und Geheime Rat Johann Christian von Düring (* 16. April 1792; † 29. Januar 1862) und dessen Ehefrau Georgine Luise Frederike Meyer (* 8. Juli 1804; † 16. Dezember 1836).

## Leben
Otto von Düring studierte Kameralwissenschaft an der Göttingen. 1848 wurde er Mitglied des Corps Saxonia Göttingen. 1850 schlug er die Offizierslaufbahn im Königreich Hannover ein. Bis 1866 war er Leutnant und Adjutant im Hannoverschen Gardes du Corps. Als Rittmeister quittierte er 1866 den Dienst und zog nach Ebstorf.
1879 wurde von Düring von Prinz Ernst August, Herzog von Cumberland, zum Hausmarschall seiner Exilresidenz in Gmunden berufen. Das Amt hatte er  zunächst bis 1888 inne, als er nach Ebstorf zurückkehrte. In den 1890er Jahren übernahm er das Amt des Hausmarschalls ein zweites Mal. Seitdem lebte er bis zu seinem Tod in Gmunden.

## Familie
Er heiratete am 12. Mai 1859 Ida Henriette Wilhelmine Auguste Helmine von Engel (* 10. November 1827). Das Paar hatte mehrere Kinder:
- Auguste Ida Henriette Mathilde Helene (* 21, August 1860)
- Ina Maximiliane Auguste Charlotte Maria Ilsabe (* 22. Mai 1863)
- Ida Karoline Johanna Maria (* 17. Februar 1870)